# Karl Koch (hacker)
Pour les articles homonymes, voir Karl Koch.
Karl Koch (né le 22 juillet 1965 à Hanovre, probablement décédé le 23 mai 1989) est un hacker allemand actif dans les années 1980, qui se fait appeler « Hagbard Celine ».

## Biographie
Karl Koch est né à Hanovre, en Allemagne de l'Ouest. Il a été fortement influencé par The Illuminatus! Trilogy, un roman de Robert Anton Wilson et Robert Shea. Il tire son pseudonyme, hagbard, d'un personnage de ce livre, et baptise son ordinateur « Fuckup » comme celui de ce personnage. Dépendant à la cocaïne, il souffre de démence paranoïde et se convainc qu'il lutte contre les Illuminati.
Il collabore avec les hackers (Dirk-Otto Brezinski), Pengo (Hans Heinrich Hübner), et Urmel (Markus Hess), et se retrouve impliqué dans une affaire de revente d'informations confidentielles au KGB. Avec Pengo, il finit par se confier aux autorités ouest-allemandes, puis emprisonné, il sera peu de temps après libéré pour des raisons de santé.
Son corps est retrouvé, brûlé à l'essence, dans une forêt près de Celle. Les autorités ont conclu officiellement à un suicide.
Un film a été réalisé sur sa vie, « 23 », qui a été vivement critiqué par ses proches et les témoins de sa vie. Un correctif de ce film a été publié sous forme de documentation rédigée par ses amis.

## Méthode de hacking
Karl Koch avait développé un programme s'insinuant entre un utilisateur et le réseau auquel cet utilisateur tentait de se connecter. Ce programme se faisait passer pour le serveur d'authentification, demandant le mot de passe, et renvoyant une erreur lorsqu'il le recevait une première fois en interceptant la communication, mais laissant passer à la deuxième tentative, faisant croire à l'utilisateur qu'il a commis une faute de frappe en entrant son mot de passe la première fois. Les données qu'il captait ainsi lui permettaient d'extraire les mots de passe et de pénétrer les systèmes visés. Il revendit ainsi au KGB quelques fichiers confidentiels de l'armée américaine basée en Allemagne de l'Ouest.